# Liste der Kulturdenkmale in Bördeland
In der Liste der Kulturdenkmale in Bördeland sind alle Kulturdenkmale der Gemeinde Bördeland und ihrer Ortsteile aufgelistet. Grundlage ist das Denkmalverzeichnis des Landes Sachsen-Anhalt, das auf Basis des Denkmalschutzgesetzes des Landes Sachsen-Anhalt vom 21. Oktober 1991 durch das Landesamt für Denkmalpflege und Archäologie Sachsen-Anhalt erstellt und seither laufend ergänzt wurde (Stand: 31. Dezember 2023).

## Kulturdenkmale nach Ortsteilen

### Biere
| Lage                                                                                | Bezeichnung         | Beschreibung | Erfassungs- nummer | Ausweisungsart | Bild                |
| ----------------------------------------------------------------------------------- | ------------------- | --- | ------------------ | -------------- | ------------------- |
| Bundesstraße B71, Abschnitt 0,34; zwischen km 0,0 und 0,2 (Karte)                   | Distanzstein        | Distanzstein | 094 60965          | Kleindenkmal   | Distanzstein        |
| Bundesstraße B71, Abschnitt 0,34; nahe km 3,0 (Karte)                               | Wegweiser           | | 094 60964          | Kleindenkmal   | BW                  |
| Ernst-Thälmann-Straße Kreuzung Welslebener - E.-Thälmann-Straße (Karte)             | Sühnekreuz zu Biere | Sühnekreuz zu Biere | 094 60915          | Kleindenkmal   | Sühnekreuz zu Biere |
| Große Straße 4 (Karte)                                                              | Schule              | Heute dient das Gebäude Große Straße 4 als „Haus der Vereine“                                                                                    | 094 60897          | Baudenkmal     | Schule              |
| Große Straße 23 (Karte)                                                             | Bauernhaus          | | 094 60898          | Baudenkmal     | Bauernhaus          |
| Große Straße 31 Eckbebauung zum Baderplatz (Karte)                                  | Pfarrhof            | evangelisches Pfarrhaus | 094 60899          | Baudenkmal     | Pfarrhof            |
| Henfsackstraße 1 Westabschnitt der Henfsackstraße, am Giebel des Wohnblocks (Karte) | Inschrifttafel      | Das Gebäude Henfsackstraße 1, das einst die Inschriftentafel trug, wurde offenbar abgerissen.                                                    | 094 60900          | Kleindenkmal   | BW                  |
| Henfsackstraße 3 (Karte)                                                            | Bauernhof           | | 094 60901          | Baudenkmal     | Bauernhof           |
| Henfsackstraße 4 (Karte)                                                            | Bauernhof           | | 094 60902          | Baudenkmal     | Bauernhof           |
| Henfsackstraße 13 (Karte)                                                           | Bauernhof           | | 094 60903          | Baudenkmal     | Bauernhof           |
| Henfsackstraße 32 (Karte)                                                           | Bauernhaus          | | 094 60904          | Baudenkmal     | Bauernhaus          |
| Henfsackstraße 41 (Karte)                                                           | Wirtschaftsgebäude  | | 094 60906          | Baudenkmal     | Wirtschaftsgebäude  |
| Kirchhofstraße Westrand des Dorfes (Karte)                                          | Friedhof            | | 094 60907          | Baudenkmal     | Weitere Bilder      |
| Magdeburger Straße Kirchplatz (Karte)                                               | Kirche              | St. Andreas | 094 60908          | Baudenkmal     | Weitere Bilder      |
| Magdeburger Straße 2 gegenüber der Kirche (Karte)                                   | Wohnhaus            | Emilie-Diesing-Stiftung | 094 60909          | Baudenkmal     | Wohnhaus            |
| Magdeburger Straße 7 (Karte)                                                        | Gutshof             | | 094 60910          | Baudenkmal     | Gutshof             |
| Mühlenstraße 1 an der Pferdeschwemme (Karte)                                        | Wohnhaus            | | 094 60911          | Baudenkmal     | Wohnhaus            |
| Mühlenstraße 2 (Karte)                                                              | Wohnhaus            | | 094 60912          | Baudenkmal     | Wohnhaus            |
| Mühlenstraße 20 Eckbebauung zum Mühltor (Karte)                                     | Wohnhaus            | | 094 60913          | Baudenkmal     | Wohnhaus            |
| Rosmarienstraße 5 an der A.-Bebel-Straße (Karte)                                    | Speicher            | Der Speicher wurde in Biere einst Lichtenfelds Mühle genannt, war als solche bis ca. 1990 in Betrieb und produzierte nicht Mehl, sondern Schrot. | 094 60894          | Baudenkmal     | Weitere Bilder      |
| Salzer Straße 9a Ortsausfahrt in Richtung Bad Salzelmen (Karte)                     | Villa               | | 094 60914          | Baudenkmal     | Villa               |
| Welsleber Straße Grundstück an der Ortsausfahrt Richtung Welsleben                  | Belvedere           | | 094 60896          | Baudenkmal     |                     |

### Eggersdorf
| Lage                                                                                                | Bezeichnung        | Beschreibung       | Erfassungs- nummer | Ausweisungsart | Bild           |
| --------------------------------------------------------------------------------------------------- | ------------------ | ------------------ | ------------------ | -------------- | -------------- |
| Am Bahnhof 5 Ortsausfahrt Richtung Biere (Karte)                                                    | Verwaltungsgebäude |                    | 094 98647          | Baudenkmal     | BW             |
| Am Bahnhof 1, 2 ca. 1 km westlich des Dorfes auf einer Anhöhe zwischen Eggersdorf und Biere (Karte) | Bahnhof            | Bahnhof Eggersdorf | 094 98646          | Baudenkmal     | BW             |
| Bahnhofstraße Ecke Chausseestraße, vor dem Wohnblock Bahnhofstraße (Karte)                          | Wegweiser          |                    | 094 98648          | Kleindenkmal   | BW             |
| Chausseestraße 3 (Karte)                                                                            | Gutshaus           |                    | 094 98649          | Baudenkmal     | BW             |
| Kirchstraße (Karte)                                                                                 | Kirche             | St. Martin         | 094 98650          | Baudenkmal     | Weitere Bilder |
| Kirchstraße 3, neben der Kirche (Karte)                                                             | Pfarrhaus          | Pfarrhaus          | 094 98651          | Baudenkmal     | BW             |
| Reformstraße 1 (Karte)                                                                              | Bauernhof          |                    | 094 98652          | Baudenkmal     | BW             |

### Eickendorf
| Lage | Bezeichnung        | Beschreibung | Erfassungs- nummer | Ausweisungsart | Bild               |
| --- | ------------------ | ------------ | ------------------ | -------------- | ------------------ |
| Bäckerstraße 1, 2, 3, Breite Straße 1, 2, 3, 5, 6, 6a, 7, 8 (Karte)                                                  | Straßenzug         |              | 094 50519          | Denkmalbereich | Straßenzug         |
| Glöther Straße 1 über dem Torweg des Lebensmittel- und Getränkemarkts (Rückseite des Gasthauses „Zum Adler“) (Karte) | Wappentafel        |              | 094 50520          | Kleindenkmal   | BW                 |
| Kirchhofstraße, Westende der Langen Straße (Karte)                                                                   | St. Johannes Ev.   | Kirche       | 094 50518          | Baudenkmal     | Weitere Bilder     |
| Bahnhofstraße östlich des Ortes (Karte)                                                                              | Bahnhof Eickendorf | Bahnhof      | 094 50517          | Baudenkmal     | Bahnhof Eickendorf |
| Bierer Straße 2 Ortsausfahrt Richtung Biere (Karte)                                                                  | Gutshaus           |              | 094 50521          | Baudenkmal     | Gutshaus           |
| Bierer Straße 3 Einmündung der West- in die Bierer Straße (Karte)                                                    | Wohnhaus           |              | 094 50522          | Baudenkmal     | Wohnhaus           |
| Lange Straße 5, 6, 6Aa (Karte)                                                                                       | Bauernhof          |              | 094 50524          | Baudenkmal     | Bauernhof          |
| Lange Straße x neben Nr. 10 und der ehem. Gaststätte Querstraße 1 (Karte)                                            | Villa              |              | 094 50523          | Baudenkmal     | Weitere Bilder     |

### Großmühlingen
| Lage                                                                                         | Bezeichnung | Beschreibung                     | Erfassungs- nummer | Ausweisungsart | Bild           |
| -------------------------------------------------------------------------------------------- | ----------- | -------------------------------- | ------------------ | -------------- | -------------- |
| Am Anger Hauptstraße, vor der Schule (Karte)                                                 | Denkmal     |                                  | 094 98375          | Kleindenkmal   | BW             |
| Weinberg südöstlich der Ortslage (Karte)                                                     | Warte       |                                  | 094 60961          | Baudenkmal     | BW             |
| Am Anger 4A, 5, 7, 8, 9 (Karte)                                                              | Wohnhaus    | Schnitterhäuser                  | 094 98376          | Baudenkmal     | BW             |
| Breiter Weg 3 (Karte)                                                                        | Schule      |                                  | 094 98377          | Baudenkmal     | BW             |
| Eggersdorfer Straße am nördlichen Ortsrand, neben dem Wohnhaus Eggersdorfer Straße 4 (Karte) | Friedhof    | Jüdischer Friedhof               | 094 98378          | Baudenkmal     | BW             |
| Kirchstraße 5 (Karte)                                                                        | Kirche      | St. Petri                        | 094 98379          | Baudenkmal     | Weitere Bilder |
| Remise 1, 2, 3, 4, Schlosshof 2, 3, 4, 5, 6, 7, 8, 9 (Karte)                                 | Schloss     | Schloss, Wirtschaftshof und Park | 094 98380          | Baudenkmal     | Weitere Bilder |

### Klein Mühlingen
| Lage | Bezeichnung    | Beschreibung                                                     | Erfassungs- nummer | Ausweisungsart | Bild           |
| --- | -------------- | ---------------------------------------------------------------- | ------------------ | -------------- | -------------- |
| Bäckerplatz | Spritzenhaus   | Spritzenhaus Im Jahr 2023 in das Denkmalverzeichnis eingetragen. | 094 18960          | Baudenkmal     |                |
| Kirchstraße 3 am Kirchhof, Hof des Wohnhauses Nr. 3, vom Kirchhof aus nicht zugänglich (Maschendrahtzaun) (Karte) | Kriegerdenkmal | Kriegerdenkmal                                                   | 094 98342          | Kleindenkmal   | BW             |
| Kirchstraße 3, ehemaliger Kirchhof (Karte)                                                                        | Taufstein      |                                                                  | 094 98343          | Kleindenkmal   | BW             |
| Kirchstraße 14, 15, 16, 17, 18, 19, Zenser Straße 9A (Karte)                                                      | Straßenzug     |                                                                  | 094 98341          | Denkmalbereich | BW             |
| Grabenstraße 16 (Karte)                                                                                           | Gutshaus       |                                                                  | 094 98340          | Baudenkmal     | BW             |
| Kirchstraße 3 (Karte)                                                                                             | Kirche         | St. Salvatorkirche                                               | 094 98344          | Baudenkmal     | Weitere Bilder |
| Schulstraße 12 (Karte)                                                                                            | Schule         |                                                                  | 094 98345          | Baudenkmal     | BW             |

### Welsleben
| Lage | Bezeichnung        | Beschreibung              | Erfassungs- nummer | Ausweisungsart | Bild              |
| --- | ------------------ | ------------------------- | ------------------ | -------------- | ----------------- |
| Bahnhof 2 außerhalb der Ortslage (Karte) | Bahnhof Welsleben  | ehemaliger Bahnhof        | 094 98553          | Baudenkmal     | Bahnhof Welsleben |
| Bierer Weg Friedhof, westlich bzw. südwestlich der Kapelle                                                                                   | Grabmal            |                           | 094 98554          | Kleindenkmal   |                   |
| Kirchstraße 8 (Karte) | Pfarrhaus          | Pfarrhaus                 | 094 98555          | Baudenkmal     | Pfarrhaus         |
| Kirchstraße 9 (Karte) | Bauernhof          |                           | 094 60888          | Baudenkmal     | Bauernhof         |
| Krumme Straße 15 (Karte) | Schule             | Alte Schule               | 094 98556          | Baudenkmal     | Schule            |
| Krumme Straße 22 (Karte) | Bauernhof          |                           | 094 98557          | Baudenkmal     | Bauernhof         |
| Krumme Straße 26 (Karte) | Bauernhof          |                           | 094 98558          | Baudenkmal     | Bauernhof         |
| Lange Straße 11 (Karte) | Bauernhaus         | Diesing-Hof               | 094 98560          | Baudenkmal     | BW                |
| Lange Straße 12 (Karte) | Bauernhof          |                           | 094 98561          | Baudenkmal     | Bauernhof         |
| Lange Straße 14 (Karte) | Bauernhof          |                           | 094 98562          | Baudenkmal     | Bauernhof         |
| Lange Straße 16 (Karte) | Bauernhof          | Bauernhof                 | 094 98563          | Baudenkmal     | Bauernhof         |
| Lange Straße 22 (Karte) | Gutshaus           | Wallstab-Hof              | 094 97829          | Baudenkmal     | Gutshaus          |
| Lange Straße 31 Hof (Karte) | Taubenturm         | Taubenturm                | 094 98564          | Baudenkmal     | Taubenturm        |
| Lange Straße 46 (Karte) | Wirtschaftsgebäude |                           | 094 98565          | Baudenkmal     | BW                |
| Lange Straße 5, 7 (Karte) | Bauernhof          |                           | 094 98559          | Baudenkmal     | Weitere Bilder    |
| Leipziger Chaussee B 246a (Straße von Atzendorf nach Dodendorf); ca. 200 m nö. der Kreuzung mit der B 71, gegenüber dem Chausseehaus (Karte) | Distanzstein       | preußischer Meilenobelisk | 094 98567          | Kleindenkmal   | Weitere Bilder    |
| Lindenstraße 35a Ortsausgang (Karte) | Gasthaus           | Zum Lindenhof             | 094 98568          | Baudenkmal     | BW                |
| Mühlenstraße 2 (Karte) | Bauernhof          |                           | 094 98569          | Baudenkmal     | BW                |
| Neustädter Straße 15 (Karte) | Bauernhof          |                           | 094 98571          | Baudenkmal     | Bauernhof         |
| Neustädter Straße 16 (Karte) | Bauernhof          |                           | 094 98572          | Baudenkmal     | Bauernhof         |
| Schulplatz (Karte) | Kriegerdenkmal     |                           | 094 98575          | Kleindenkmal   | Kriegerdenkmal    |
| Schulplatz (Karte) | St. Pankratius     | Kirche                    | 094 98574          | Baudenkmal     | Weitere Bilder    |

### Zens
| Lage                                 | Bezeichnung                     | Beschreibung                         | Erfassungs- nummer | Ausweisungsart | Bild           |
| ------------------------------------ | ------------------------------- | ------------------------------------ | ------------------ | -------------- | -------------- |
| Am Anger, Ecke Am Wartenberg (Karte) | Wegweiser                       |                                      | 094 98346          | Kleindenkmal   | BW             |
| Bördestraße 1 (Karte)                | Bauernhof                       |                                      | 094 98348          | Baudenkmal     | Bauernhof      |
| Bördestraße 15 im Hof (Karte)        | Stall                           |                                      | 094 98347          | Baudenkmal     | BW             |
| Kirchhofstraße                       | Grabmal Kühne                   | Grabmal 2020 als Denkmal eingetragen | 094 61465          | Baudenkmal     |                |
| Kirchhofstraße                       | Erbbegräbnis der Familie Brösel | Grabmal 2020 als Denkmal eingetragen | 094 61466          | Baudenkmal     |                |
| Kirchhofstraße                       |                                 | Grabmal 2020 als Denkmal eingetragen | 094 61467          | Baudenkmal     |                |
| Schulgasse (Karte)                   | Kirche                          | St. Stephan                          | 094 98349          | Baudenkmal     | Weitere Bilder |

## Ehemalige Kulturdenkmale nach Ortsteilen
Die nachfolgenden Objekte waren ursprünglich ebenfalls denkmalgeschützt oder wurden in der Literatur als Kulturdenkmale geführt. Die Denkmale bestehen heute jedoch nicht mehr, ihre Unterschutzstellung wurde aufgehoben oder sie werden nicht mehr als Denkmale betrachtet.

### Biere
| Lage                                                     | Bezeichnung | Beschreibung                                                         | Erfassungs- nummer | Ausweisungsart | Bild |
| -------------------------------------------------------- | ----------- | -------------------------------------------------------------------- | ------------------ | -------------- | ---- |
| Friedensstraße 22                                        | Bauernhof   | Bauernhof, nach Abbruch 2019 aus dem Denkmalverzeichnis ausgetragen. | 094 60895          | Baudenkmal     |      |
| Henfsackstraße 36 zwischen Henfsack- und Rosmarienstraße | Bauernhof   | 2007 abgerissen                                                      | 094 60905          | Baudenkmal     |      |

### Eggersdorf
| Lage                   | Bezeichnung | Beschreibung | Erfassungs- nummer | Ausweisungsart | Bild |
| ---------------------- | ----------- | ------------ | ------------------ | -------------- | ---- |
| Tränkestraße 4 (Karte) | Bauernhof   | abgerissen   | 094 98653          | Baudenkmal     | BW   |

### Eickendorf
| Lage                                                                 | Bezeichnung | Beschreibung | Erfassungs- nummer | Ausweisungsart | Bild |
| -------------------------------------------------------------------- | ----------- | ------------ | ------------------ | -------------- | ---- |
| Lange Straße 36 an der Kirche, am Westende der Langen Straße (Karte) | Pfarrhof    |              | 094 50525          | Baudenkmal     | BW   |

### Klein Mühlingen
| Lage           | Bezeichnung | Beschreibung | Erfassungs- nummer | Ausweisungsart | Bild |
| -------------- | ----------- | ------------ | ------------------ | -------------- | ---- |
| Grabenstraße 4 | Bauernhaus  |              | 094 98339          | Baudenkmal     |      |

### Welsleben
| Lage                  | Bezeichnung | Beschreibung | Erfassungs- nummer | Ausweisungsart | Bild |
| --------------------- | ----------- | ------------ | ------------------ | -------------- | ---- |
| Mühlenstraße 5        | Bauernhof   |              | 094 98570          | Baudenkmal     |      |
| Schönebecker Straße 7 | Bauernhof   |              | 094 98573          | Baudenkmal     |      |

## Legende
In den Spalten befinden sich folgende Informationen:
- Lage: Nennt den Straßennamen und wenn vorhanden die Hausnummer des Kulturdenkmals. Die Grundsortierung der Liste erfolgt nach dieser Adresse. Der Link „Karte“ führt zu verschiedenen Kartendarstellungen und nennt die geographischen Koordinaten.
Link zu einem Kartenansichtstool, um Koordinaten zu setzen. In der Kartenansicht sind Baudenkmale ohne Koordinaten mit einem roten bzw. orangen Marker dargestellt und können in der Karte gesetzt werden. Baudenkmale ohne Bild sind mit einem blauen bzw. roten Marker gekennzeichnet, Baudenkmale mit Bild mit einem grünen bzw. orangen Marker.
- Offizielle Bezeichnung: Nennt den Namen, die Bezeichnung oder zumindest die Art des Kulturdenkmals und verlinkt, soweit vorhanden, auf den Artikel zum Objekt.
- Beschreibung: Nennt bauliche und geschichtliche Einzelheiten des Kulturdenkmals, vorzugsweise die Denkmaleigenschaften.
- Erfassungsnummer: Für jedes Kulturdenkmal wird in Sachsen-Anhalt eine 20stellige Erfassungsnummer vergeben. Die letzten zwölf Ziffern werden für die Untergliederung nach Teilobjekten genutzt und werden nur angegeben, soweit vergeben. In dieser Spalte kann sich folgendes Icon  befinden, dies führt zu Angaben zu diesem Baudenkmal bei Wikidata.
- Ausweisungsart: Die Einordnung des Denkmales nach § 2 Abs. 2 DenkmSchG LSA
- Bild: Ein Bild des Denkmales, und gegebenenfalls einen Link zu weiteren Fotos des Kulturdenkmals im Medienarchiv Wikimedia Commons. Wenn man auf das Kamerasymbol klickt, können Fotos zu Kulturdenkmalen aus dieser Liste hochgeladen werden: